# Mars et Avril (film)
Pour le photo-roman initial, voir Mars et Avril.
 (16 novembre 2022).
Les informations dans cet article sont mal organisées, redondantes, ou il existe des sections bien trop longues. Structurez-le ou soumettez des propositions en page de discussion.
Avec le temps, il arrive que le contenu présent dans un article devienne désordonné. Il est souvent nécessaire de réorganiser l'article de fond en comble.
- Il faut tout d’abord répartir le contenu de l'article en plusieurs sections. Les informations doivent ensuite être exposées clairement et le plus synthétiquement possible, regroupées par sujet afin d'éviter les doublons. Quelqu'un cherchant une information précise doit pouvoir la trouver rapidement en lisant la section appropriée.
- À l'intérieur de chaque section, le texte, souvent initialement sous la forme de phrases éparses, doit être regroupé dans des paragraphes de quelques lignes, en assurant un enchaînement logique et une cohérence entre les phrases.
- Lorsque l'article ou l'une de ses sections développe trop longuement un point qui n'est pas dans le cœur du sujet traité, il convient de faire une synthèse et de transférer l'ancien contenu dans des articles plus appropriés (en cas de transfert, il faut impérativement respecter la procédure Aide:Scission).

Si vous pensez que ces points ont été résolus, vous pouvez retirer ce bandeau et améliorer le plan d'un autre article.
Pour plus de détails, voir Fiche technique et Distribution.

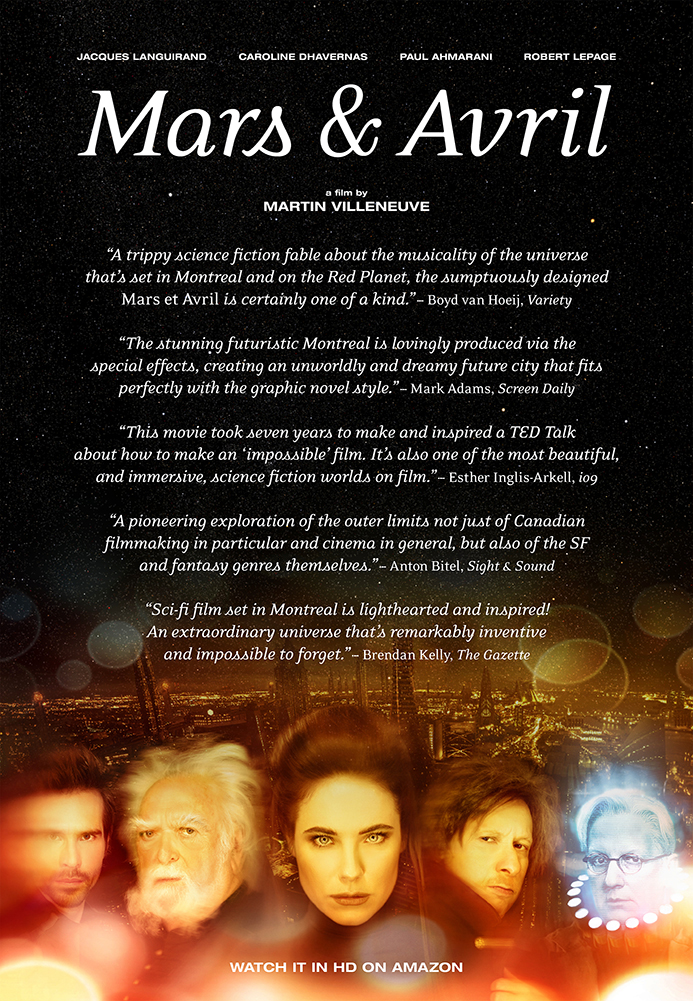
affiche promotionnelle du film "mars et avril" de martin villeneuve créée en 2013 lors de la vente aux états-unis et de la sortie en ligne sur amazon et itunes.

Mars et Avril (ou Mars & Avril) est un film québécois de science-fiction écrit, produit et réalisé par Martin Villeneuve et paru en 2012. Il met en vedette Jacques Languirand, Caroline Dhavernas, Paul Ahmarani et Robert Lepage. Il s’agit de l’adaptation des tomes 1 et 2 du photo-roman éponyme publiés aux Éditions de la Pastèque,,,.

## Impact

### Tournage
Majoritairement tourné sur écran vert avec un modeste budget de 2,3 millions, Mars et Avril comporte de nombreux effets visuels. La conception visuelle est signée par le bédéiste belge François Schuiten, les effets visuels ont été supervisés par Carlos Monzon de Vision Globale et la musique a été composée par Benoît Charest. Le film a été financé par Téléfilm Canada, la SODEC, Les Productions du 8e Art et le Fonds Harold Greenberg, et est distribué au Canada par Alliance Vivafilm (maintenant propriété de eOne), et aux États-Unis par Gaiam.

### Bande-annonce
La bande-annonce officielle a été lancée dans les cinémas du Québec et mise en ligne sur la chaîne YouTube d’Alliance Vivafilm le 21 décembre 2011.

### Sortie
La première mondiale a eu lieu le 2 juillet 2012 au 47e Festival international du film de Karlovy Vary en République tchèque (le film fut sélectionné dans la catégorie “Another View”, qui présente des films faisant preuve d’une approche artistique hors du commun, tant au plan de la forme que du contenu), et a fait l’ouverture de la section FOCUS du 41e Festival du nouveau cinéma de Montréal. Le film est sorti en salle en octobre 2012 et fut présenté dans une vingtaine de festivals internationaux,.

### Nominations
Mars et Avril a reçu neuf nominations au Canada en 2013 (quatre aux Prix Écrans Canadiens et cinq aux Jutra), dont celle de la meilleure adaptation, puis il a notamment remporté un prix Imaging the Future au Festival International du Film Fantastique de Neuchâtel en Suisse. Martin Villeneuve a donné une conférence TED à Long Beach (Californie), en 2013.

## Synopsis
Photo-roman en deux tomes transposé au grand écran, Mars et Avril se déroule dans un Montréal futuriste, alors que l’Homme s’apprête à marcher sur Mars. Jacob Obus (Jacques Languirand), un septuagénaire bien en vue, tire une musique envoûtante d’instruments aux formes féminines, conçus par son ami Arthur (Paul Ahmarani). Les deux hommes tomberont sous le charme de la même femme, une jeune photographe nommée Avril (Caroline Dhavernas). La vraie nature du vieux musicien sera révélée par son premier amour, qu’il sera prêt à suivre jusque sur la Planète rouge. Eugène Spaak (Robert Lepage), père d’Arthur, inventeur et cosmologue, viendra en aide à Jacob pour qu’il retrouve sa muse.

## Fiche technique
- Titre : Mars et Avril
- Version originale : Français
- Scénario et réalisation : Martin Villeneuve
- Production : Martin Villeneuve, Anne-Marie Gélinas et Benoît Beaulieu pour Mars et Avril Inc.
- Production exécutive : Robert Lepage et Lynda Beaulieu pour Les Productions du 8e Art / Pierre Even et Marie-Claude Poulin pour Item 7
- Direction de la photographie : Benoît Beaulieu
- Musique originale : Benoît Charest
- Son : Pascal Beaudin, Olivier Calvert et Luc Boudrias
- Montage : Mathieu Demers
- Distribution des rôles : Lucie Robitaille
- Conception visuelle : François Schuiten
- Effets visuels : Vision Globale
- Supervision des effets visuels : Carlos Monzon
- Direction artistique : Martin Tessier, Patrick Sioui et Elisabeth Williams
- Costumes : Mariane Carter
- Genre : Science-fiction
- Format : Couleur – 2,35:1 – Cinéma numérique RED
- Durée : 90 minutes

## Distribution
- Jacques Languirand : Jacob Obus
- Caroline Dhavernas : Avril
- Paul Ahmarani : Arthur
- Robert Lepage : Eugène Spaak (tête)
- Jean Asselin : Eugène Spaak (corps) / Serveur automate
- Stéphane Demers : Bernard Brel
- Jean Marchand : Le pneumatologue
- Kathleen Fortin : Modèle d'Arthur
- Marcel Sabourin : Capucin
- André Montmorency : Pierrot
- Gabriel Gascon : Arlequin
- Emanuel Hoss-Desmarais : Marsonaute 1
- Pierre Leblanc : Marsonaute 2
- Richard Robitaille : Marsonaute 3
- Khanh Hua : Serveur automate
- Michèle Deslauriers : Standardiste (voix)
- Denis Gravereaux : Cosmologue 1
- Charles Papasoff : Cosmologue 2
- Émilie Blake : Secrétaire du pneumatologue

## Production

### Développement
En 2005, le maître du théâtre québécois Robert Lepage acquiert une option sur les droits d’adaptation des tomes 1 et 2 du photo-roman Mars et Avril, par le biais de sa société de production Films Ex æquo établie à Québec (qui avait produit le film La Face cachée de la lune en 2003), avec l’intention de les porter au grand écran sous la forme d’un long métrage de science-fiction. Alors que l’auteur des livres, Martin Villeneuve, amorce l’écriture du scénario, Lepage confirme son implication en tant qu’acteur et producteur.
Un an plus tard, Lepage ferme les portes de Films Ex æquo, déclarant à l’époque qu’il ne réaliserait plus de films au Québec. Il encourage néanmoins l’auteur du photo-roman à réaliser lui-même l’adaptation cinématographique. Villeneuve prend le relais de la production, tandis que Lepage demeure impliqué en tant qu’acteur et consultant artistique.
En 2007, Martin Villeneuve contacte le célèbre bédéiste belge François Schuiten (Les Cités obscures), qui accepte de travailler sur le film à titre de concepteur visuel. Schuiten avait déjà collaboré au cinéma sur des films tels Toto le héros, The Golden Compass et Mr Nobody. Le jeune cinéaste parvient aussi à convaincre Guy Laliberté, fondateur du Cirque du Soleil, de financer la création des instruments de musique imaginaires nécessaires au tournage de son film, et qui seront fabriqués par l’artiste sculpteur Dominique Engel,. En 2008, la SODEC, Téléfilm Canada, le Fonds Harold Greenberg et Alliance Vivafilm décident de financer la production. Puisque le tournage doit comporter de nombreux effets visuels, une année complète est consacrée à la préproduction. De plus, afin d’accommoder l’agenda très chargé de Robert Lepage, le tournage a lieu à Montréal en deux parties : la première en septembre 2008, et la seconde en avril 2009. Puisque Lepage n’a que quelques jours de disponibles, Villeneuve tourne son personnage comme un hologramme et demande à un autre acteur portant une cagoule verte de le remplacer lors du tournage principal. Le film est majoritairement tourné sur écran vert, sur une période de 25 jours, en cinéma numérique RED.

### Conception visuelle
Mars et Avril bénéficie de la collaboration du bédéiste belge François Schuiten — célèbre pour sa série-culte Les Cités obscures publiée chez Casterman — qui signe la conception visuelle.
Les influences de Martin Villeneuve provenaient surtout de la bande dessinée, en particulier des Cités obscures de Benoît Peeters et François Schuiten — il a approché ce dernier comme concepteur visuel en 2007. Plutôt que de faire ‘à la manière de’, il voulait impliquer directement la source de ses influences principales dans la création. En préproduction, Schuiten a réalisé des esquisses de décors et, en postproduction, il a veillé à la cohérence visuelle de l’ensemble du film tout en agissant comme conseiller au plan de la direction artistique. Comme la majorité du tournage devait avoir lieu sur écran vert, en seulement 25 jours et avec un budget très serré de 2,3 millions, la clé résidait beaucoup dans la préparation. Les 1200 plans du film furent donc esquissés à la main sous forme de storyboards puis assemblés avec les dialogues en un montage préliminaire appelé “cinématique”, afin de le prévisualiser avant de le tourner. Villeneuve s’est rendu à Bruxelles en mai 2008 pour travailler avec Schuiten, puis ce dernier est venu à Montréal à deux reprises pour assurer le suivi : en septembre 2008 puis en décembre 2011. Tout au long du tournage et de la postproduction, les deux hommes dialoguèrent aussi souvent qu’ils le pouvaient par le biais de Skype.
L’une des principales séances de brainstorming (remue-méninges) entre Villeneuve et Schuiten est disponible en guise de commentaire audio sur le DVD du film.

### Tournage
La plupart des acteurs ayant participé aux deux tomes sont de retour dans le film. Ainsi, Jacques Languirand, Paul Ahmarani et Robert Lepage reprennent respectivement les rôles de Jacob, Arthur et Eugène. Marie-Josée Croze, qui campe la muse Avril dans les livres, n’est cependant pas de l’aventure, faute de disponibilité. C’est à Caroline Dhavernas que le rôle est confié. De la distribution originale du photo-roman, on retrouve aussi Stéphane Demers sous les traits de Bernard Brel.
Robert Lepage interprète un cosmologue ayant expérimenté sur lui-même ses théories portant sur la réalité virtuelle. Ainsi, sa tête désincarnée prend la forme d’un hologramme où ses idées, sa mémoire et ses pensées sont stockées numériquement. Six caméras sont nécessaires pour filmer la tête de Lepage, alors qu’un autre acteur donne vie à son corps,,.

#### Anecdotes de tournage
- Marie-Josée Croze devait à l’origine jouer le rôle d’Avril dans le film, mais fut contrainte d’abandonner le projet, faute de disponibilité. Elle campait la muse dans les photo-romans de Martin Villeneuve[30], et fut remplacée par Caroline Dhavernas dans l’adaptation cinématographique. Croze et Dhavernas ont toutes deux ont été les colocataires de Villeneuve durant ses études universitaires[31].

- Jacques Languirand, qui était à la veille de ses 80 ans au moment du tournage, portait une oreillette sans fil de sorte que sa femme, Nicole Dumais, puisse lui souffler ses répliques. Pour l’animateur de radio, il s’agissait d’une première expérience au cinéma dans un rôle-titre[26].

- L’ouverture du film est basée sur le modèle cosmologique de l’astronome allemand Johannes Kepler datant du XVIIe siècle, Harmonices Mundi, selon lequel l’harmonie de l’univers est déterminée par le mouvement des corps célestes. Benoît Charest s’est également inspiré de cette théorie pour composer la trame sonore du film[32].

- Martin Villeneuve ne pouvait se payer les instruments de musique imaginaires que l’on voit dans le film, alors il est parvenu à convaincre Guy Laliberté, fondateur du Cirque du Soleil, de les acheter avant même qu’ils ne soient fabriqués[33]. Quand Laliberté a vu la conférence TED de Villeneuve le 7 juin 2013, il a offert au jeune cinéaste le « Gravophone » que l’on peut apercevoir dans l’extrait du film qui fut diffusé à TED[34].

- Lors de sa prestation sur la scène du Pub liquide, le groupe de vieux musiciens — formé des acteurs Jacques Languirand, Marcel Sabourin, André Montmorency et Gabriel Gascon, de véritables monuments au Québec — ont reçu une ovation debout de la part des cinquante figurants présents sur le plateau. Le premier assistant à la réalisation a même dû interrompre les applaudissements afin de ne pas cumuler de retard[34].

- Un décor de La fièvre d’Urbicande (Schuiten & Peeters, Casterman, 1985), album-culte de la série des Cités obscures, se retrouve dans le film. En effet, François Schuiten a accepté que son auditorium futuriste soit modélisé en 3D pour les besoins de la scène se déroulant au Temple des Cosmologues. Martin Villeneuve avait cette image en tête en écrivant son histoire, et ce bien avant que Schuiten se joigne à l’équipe. Au moment du tournage, même les figurants ont été choisis pour ressembler aux personnages de la bande dessinée[34].

- La correspondance graphique entre l’instrument de musique et la topographie martienne, telle qu’expliquée par Eugène Spaak durant sa conférence, est une véritable découverte effectuée par Martin Villeneuve au moment de l’écriture de ses livres[35].

- Robert Lepage ne pouvant se libérer pour le tournage principal, il fut intégré virtuellement au film sous la forme d’un hologramme. Six caméras ont été nécessaires pour filmer la tête de Lepage, alors qu’un mime (Jean Asselin) donnait vie à son corps[36],[37].

- Jean Asselin, le mime qui campe le corps d’Eugène Spaak, a dû porter une cagoule verte durant toute la durée du tournage. Il personnifie également le serveur automate du Pub liquide et du club L’Effet de serre, où l’on peut voir son visage[38].

- À bord du train supersonique L’Orient Express, Jacob Obus et Eugène Spaak commandent respectivement « l’anguille sous roche » et le « poisson volant ». Cette scène fut tournée le 1er avril 2009 et, dans le tome 2 du photo-roman, la commande d’Eugène était justement le « poisson d’avril »[34].

- « L’anguille sous roche » commandée par Jacob Obus à bord de L’Orient Express était une fausse anguille de latex. Toutefois, croyant que celle-ci était réelle, l’accessoiriste de plateau l’avait placée dans une glacière en prévision du tournage de la scène[35].

- Le module spatial qui entre dans l’atmosphère martienne a été modelé d’après le microphone en forme d’obus que l’on peut voir sur la scène du Pub liquide[35].

- Les arrière-plans de la planète Mars ont été pris par le photographe Denis McCready dans le Désert des Mojaves, à l’aide d’un appareil photo panoramique argentique, plus particulièrement à « Trona Pinnacles ». Dans cette région, plusieurs films de science-fiction et séries télévisées ont été tournés, notamment Battlestar Galactica, Star Trek V: The Final Frontier, The Gate II, Lost in Space et Planet of the Apes[34].

- La scène où Jacob et Arthur partent pour la planète Mars est inspirée par l’un des souvenirs d’enfance de Martin Villeneuve : quand il avait 4 ou 5 ans, ses frères aînés l’ont mis dans une boîte et lui ont fait croire qu’il faisait un voyage spatial à destination de Mars[39].

- En mars 2011, exactement deux ans après le tournage principal, une scène additionnelle impliquant Jacques Languirand et Caroline Dhavernas fut tournée à la demande de Robert Lepage. Il s’agit de la scène où Jacob et Avril font l’amour, qui fut filmée dans la chambre à coucher de Jacques Languirand. Une différence d’âge de 48 ans sépare les deux amoureux[40].

- Puisque des figurants manquaient dans certains plans, les artistes d’effets visuels de la société Vision Globale se sont déguisés à la mode futuriste du film pour célébrer l’Halloween 2011 et ceux-ci furent tournés sur écran vert[41].

- La voix de la Société de téléportation de Montréal dans le film est interprétée par Michèle Deslauriers, qui prête dans la réalité sa voix à la Société de transport de Montréal que l’on entend dans le métro. Michèle Deslauriers est également la mère de Caroline Dhavernas[9].

- La pneumatologie n’est pas une science inventée pour le film. Il s’agit d’une branche de la métaphysique qui se propose d’étudier les rapports entre l’âme et le corps (ce que l’on appelle aujourd’hui la philosophie de l’esprit)[34].

- Le mystère plane à savoir en quelle année dans le futur se déroule Mars et Avril, puisque cette information n’est pas révélée dans le film lui-même. Toutefois, un court métrage d’une minute intitulé Deux immortels : Prélude à Mars et Avril, paru avant la sortie du long métrage, suggère que l’intrigue principale aurait lieu en avril 2047. Tourné en mars 2011, ce prélude dévoile une lettre intime du vieux musicien Jacob Obus (Jacques Languirand) à son ami, l’immortel cosmologue Eugène Spaak (Robert Lepage). À présent que Jacques Languirand est décédé, cette lettre prend un nouveau sens[42].

### Postproduction
Vers la fin de 2009, un premier montage du film est assemblé. L’année 2010 est consacrée à la recherche de financement supplémentaire en vue de compléter les 550 plans d’effets visuels du film. Au début de 2011, Anne-Marie Gélinas et Benoît Beaulieu viennent prêter main-forte à Martin Villeneuve en tant que producteurs. Téléfilm Canada et Alliance Vivafilm acceptent de majorer leur investissement initial, de même que Robert Lepage et Lynda Beaulieu par le biais de leur nouvelle compagnie de production établie à Québec, Les Productions du 8e Art. Enfin, Pierre Even (producteur du film C.R.A.Z.Y.) et Marie-Claude Poulin de la société Item 7 s’ajoutent au générique à titre de producteurs exécutifs.
En mars 2011, une scène additionnelle impliquant Jacques Languirand et Caroline Dhavernas est tournée à la demande de Robert Lepage, puis le montage final est complété durant l’été. Alors que la société montréalaise Vision Globale s’acquitte de l’important mandat des effets visuels (sous la supervision de Carlos Monzon, anciennement compositeur sénior chez ILM) et de la postproduction sonore, Benoît Charest (nommé aux Oscars en 2004 pour Les Triplettes de Belleville) compose la trame musicale.
La bande-annonce officielle est lancée dans les cinémas du Québec et mise en ligne sur la chaîne YouTube d’Alliance Vivafilm le 21 décembre 2011. L’affiche officielle, conçue par François Schuiten, est dévoilée en ligne le 11 mars 2012, alors que le film est entièrement terminé. La première mondiale a lieu le 2 juillet 2012 au 47e Festival international du film de Karlovy Vary en République tchèque, où le film est sélectionné dans la catégorie “Another View” pour son approche artistique hors du commun. Mars et Avril reçoit un bel accueil de la part du public et les critiques sont positives, tant au Québec, qu’à l’international,. La première d’une série de capsules Web levant le voile sur la création du film est mise en ligne le 16 août 2012, en même temps que le site Web officiel créé par l’agence Sid Lee. Un “making of” d’une durée de 22 minutes est diffusé sur la chaîne ARTV en octobre 2012 pour accompagner la sortie du film, et est maintenant disponible sur YouTube et Vimeo.
Mars et Avril prend l’affiche au Québec le 12 octobre 2012 et les critiques sont généralement positives,,,,.

## Accueil

### Festivals
- 27 septembre 2014 (film de clôture) : Festival du Film Canadien de Dieppe, France.
- 22 mars 2014 : FICG Festival Internacional de Cine en Guadalajara, Mexique.
- 29 septembre 2013 : Lund Fantastisk Film Festival, Suède.
- 22 septembre 2013 : UTOPIA — Tel-Aviv International Festival of Fantastic Film, Israël.
- 22 septembre 2013 : Festival de Cinéma de la Ville de Québec &  Vitesse Lumière, Canada.
- 9 juillet 2013 : Festival International du Film Fantastique de Neuchâtel, Suisse, compétition internationale – Prix Imaging the Future[54].
- 5 mai 2013 : Sci-Fi London Film Festival, Royaume-Uni[11],[55].
- 14 avril 2013 : Festival Imagine à Amsterdam, Pays-Bas.
- 3 avril 2013 : Festival international du film fantastique de Bruxelles, Belgique, compétition internationale “7e Parallèle”[56],[57].
- 23 février 2013 : Les Rendez-vous du cinéma québécois, Montréal, Canada, en compétition pour le Prix Gilles-Carle.
- 11 février 2013 (film d’ouverture) : Boston Sci-Fi Film Festival, États-Unis – Mention honorable pour l’incroyable travail de postproduction[58].
- 6 décembre 2012 (film d’ouverture) : Monsters and Martians International Film Festival, Toronto, Canada.
- 1er décembre 2012 : Festival international du film de Whistler, Canada, section “Discoveries”[59].
- 21 octobre 2012 : Festival international du film de Mumbai, Inde.
- 11 octobre 2012 (ouverture de la section FOCUS) :  Festival du nouveau cinéma de Montréal, Canada.
- 5 octobre 2012 (première aux États-Unis) : Mill Valley Film Festival, Californie, États-Unis[60].
- 29 septembre 2012 (film de clôture) : Festival international du film de Calgary, Canada.
- 17 septembre 2012 : Festival international du film Cinéfest Sudbury, Canada[61].
- 15 septembre 2012 (première canadienne) : Atlantic Film Festival à Halifax, Canada.
- 2 juillet 2012 (première mondiale) : Festival international du film de Karlovy Vary, République tchèque, catégorie “Another View”, qui présente des films faisant preuve d’une approche artistique hors du commun, tant au plan de la forme que du contenu[62].

### Martin Villeneuve à TED2013
Le 27 février 2013, Martin Villeneuve a donné une conférence TED à propos de Mars et Avril à TED2013,  tenu à Long Beach (Californie),,. Avant sa conférence, la séquence d’ouverture du film fut montrée, de même qu’un aperçu d’une durée de trois minutes des étapes menant du fond vert à l’image finale. Le TED Talk de Martin Villeneuve, « Comment j’ai réalisé un film impossible », a été mis en ligne sur TED.com le 7 juin 2013, et un mois plus tard a été ajouté à la liste des “10 TED Talks” sur la création de la magie au cinéma, liste sur laquelle on retrouve notamment les cinéastes James Cameron et J. J. Abrams. Son TED Talk a été vu plus d’un million de fois sur Internet, et a été sous-titré en 30 langues. Depuis, Mars et Avril est surnommé le « film impossible » aux États-Unis,,.

### Sorties
Mars et Avril a pris l’affiche en salle au Québec le 12 octobre 2012,,, et a obtenu quatre nominations aux Prix Écrans Canadiens 2013 : meilleure musique originale, meilleur son d’ensemble, meilleure adaptation et meilleurs effets visuels, et 5 nominations aux Prix Jutra 2013. Le film fut présenté dans plus de vingt festivals internationaux et a notamment remporté un prix Imaging the Future au Festival International du Film Fantastique de Neuchâtel en Suisse, ainsi qu’une mention honorable au Boston Science Fiction Film Festival pour « l’incroyable travail de postproduction ».
Le DVD du film ainsi que la version numérique sur iTunes ont été lancés au Canada par Alliance Vivafilm et reçus avec enthousiasme le 19 mars 2013,, en même temps que la trame sonore originale de Benoît Charest et la musique de la bande-annonce composée par Ramachandra Borcar. Le 22 octobre 2013, Benoît Charest a remporté le Félix dans la catégorie Album de l’année – bande sonore originale au Gala de l’ADISQ. Pour l’occasion, une édition limitée en 300 exemplaires de la trame sonore fut tirée sous forme de disque vinyle par Simone Records, comme un clin d’œil à l’univers rétro-futuriste du film.
En septembre 2013, Mars et Avril a été vendu aux États-Unis et est maintenant disponible sur plusieurs plateformes numériques telles Amazon, U.S. iTunes et GaiamTV,. Le film est aussi disponible en Europe francophone et au Royaume-Uni, notamment sur iTunes.
En février 2016, il fut annoncé que les membres de l’équipe, pour la première fois en carrière, ont reçu un chèque pour un film sur lequel ils ont travaillé en différé. Cela est dû en grande partie au travail du distributeur américain, mais surtout au TED Talk de Martin Villeneuve qui attire beaucoup de spectateurs à voir le film en ligne sur des plateformes telles qu'iTunes et Amazon,.

### Accueil critique
Le film est accueilli positivement par la critique internationale. Dans Variety, Boyd van Hoeij écrit : « Fable de science-fiction surprenante à propos de la musicalité de l’univers, dont le somptueux décor est flanqué dans le Montréal futuriste et sur la planète Mars, Mars et Avril est certainement une œuvre unique en son genre. (…) Dépourvu de batailles intergalactiques et de séquences d’action, le film est l’un de ces rares spectacles de science-fiction mettant à l’avant-plan des éléments autres que les concepts manichéens du bien et du mal — dans ce cas-ci l’histoire d’amour, la musique et les philosophies existentialistes. (…) Tourné avec un budget serré, majoritairement sur écran vert, le monde que Villeneuve porte au grand écran paraît néanmoins complet et, dans le contexte de la science-fiction, crédible. »
Dans The Gazette, Brendan Kelly accorde au film 4.5 étoiles sur 5 en le qualifiant de « lumineux et inspiré ». Il écrit : « Une intelligence subtile est à l’œuvre ici — c’est d’ailleurs l’une des raisons pour lesquelles j’ai tellement apprécié Mars et Avril. Sans se prendre trop au sérieux, le film touche à des thèmes assez chargés comme la nature de l’inspiration, le lien entre amour et sensualité, et la manière dont la musique peut parvenir à libérer l’âme. (…) Un univers extraordinaire, remarquablement inventif et impossible à oublier. ». Mark Adams, dans Screen Daily, se montre lui aussi enthousiaste en écrivant : « L’étonnant Montréal futuriste est merveilleusement dépeint grâce aux effets visuels, créant une surréaliste et onirique cité de l’avenir évoquant parfaitement l’esprit bande dessinée. » Mais il note par ailleurs que « l’auditoire pour ce film devrait être relativement niche, puisque ce type de science-fiction ésotérique — tel Immortel (Ad Vitam) d’Enki Bilal — marche plutôt bien en Europe auprès des fanatiques de Métal Hurlant et autres bandes dessinées anthologiques, mais parvient rarement à trouver son chemin vers le succès commercial. »
La critique d’Anton Bitel dans le magazine britannique Sight & Sound précise : « L’un de mes films préférés du festival (mais aussi de toute l’année !) », écrit-il. « Une science-fiction onirique d’un genre que, s’il avait eu accès aux effets spéciaux numériques, Jean Cocteau aurait réalisée. Un ‘méta-cosmo-poème’ (…), une exploration qui repousse les limites du cinéma canadien en particulier (qui n’a jamais auparavant produit de film aussi grandiose, riche et étrange) et du cinéma en général, mais aussi des genres fantastique et science-fiction eux-mêmes. »
Les critiques en ligne sont aussi positives. Sur Twitch Film, Shelagh M. Rowan-Legg affirme que le film « mérite une plus grande attention », en ajoutant : « Oh, quelle merveilleuse, riche et glorieuse approche pour un film. Mars et Avril, une science-fiction romantique et steam-punk, appuyée par une trame sonore formidable, est un véritable délice pour les sens. Visuellement étonnant, narrativement mélodramatique, ce film ne craint pas de plonger dans les réflexions philosophiques profondes. » À son tour, Esther Inglis-Arkell du site américain io9, véritable autorité en matière de science-fiction, écrit : « Un des plus magnifiques et immersifs univers de science-fiction jamais filmé (…), Mars et Avril vous surprendra certainement. Cela est inévitable, puisque le film prend sans cesse des directions imprévisibles et inusitées. Il est également un pur ravissement pour les yeux (…) Magnifique et différent. Il a fallu 7 ans pour le concrétiser, et il a même inspiré un TED Talk sur la manière de réaliser un film impossible. » Jay Seaver de efilmcritic.com écrit quant à lui : « Dans l’histoire du cinéma canadien, ce film est sans précédent. Science-fiction visuellement somptueuse campée dans un Montréal futuriste, cette histoire brillante évite les batailles intergalactiques et les conflits pour se tourner vers un monde où la création artistique, la musique et la beauté dominent la conscience collective. Martin Villeneuve marque ses débuts avec l’ampleur d’une superproduction hollywoodienne et l’éloquence du film d’auteur. »,

## Distinctions

### Lauréat
- 11 février 2013 (film d’ouverture) : Boston Sci-Fi Film Festival, États-Unis – Mention honorable pour l’incroyable travail de postproduction[58].
- 9 juillet 2013 : Festival International du Film Fantastique de Neuchâtel, Suisse, compétition internationale – Prix Imaging the Future[12].
- 22 octobre 2013 : Benoît Charest remporte le Félix dans la catégorie Album de l’année – bande sonore originale au Gala de l’ADISQ[77].

### Nominations
- Prix Écrans Canadiens 2013[12] :
  - Meilleure musique originale (Benoît Charest)
  - Meilleur son d’ensemble (Pascal Beaudin, Daniel Bisson, Luc Boudrias, Olivier Calvert)
  - Meilleure adaptation (Martin Villeneuve)
  - Meilleurs effets visuels (Vision Globale)

- Prix Jutra 2013[12] :
  - Meilleure direction artistique (François Schuiten, Élisabeth Williams, Martin Tessier, Patrick Sioui)
  - Meilleur son (Pascal Beaudin, Luc Boudrias, Olivier Calvert)
  - Meilleurs costumes (Mariane Carter)
  - Meilleure coiffure (Richard Hansen)
  - Meilleure musique originale (Benoît Charest)

- 23 février 2013 : Les Rendez-vous du cinéma québécois, Montréal, Canada, en compétition pour le Prix Gilles-Carle[58].
- 14 mars 2013 : Prix Aurore[85].
- 9 juillet 2013 : Festival International du Film Fantastique de Neuchâtel, Suisse – Narcisse Award (meilleur long métrage)[12].